# Standardmodellerweiterung
Bei der Standardmodellerweiterung (engl. Standard-Model Extension, SME) handelt es sich um eine Theorie zur Erweiterung des Standardmodells der Teilchenphysik. Sie ist ein effektives Modell, um etwaige, experimentell feststellbare Lorentz- und CPT-Symmetriebrechungen theoretisch bewerten zu können. Trotz ihres Namens ist die SME nur eine von vielen Theorien, die versuchen Physik jenseits des Standardmodells zu erklären/modellieren. Die SME wurde von Alan Kostelecky und anderen ab den 1990er Jahren entwickelt, nachdem er 1989 mit Stuart Samuel eine mögliche Verletzung der Lorentzsymmetrie in Stringtheorien fand.
Die SME beinhaltet die Theorien der elektroschwachen und starken Wechselwirkung sowie der Allgemeinen Relativitätstheorie. Zusätzlich enthält sie Operatoren, welche die Lorentzsymmetrie verletzen und zugleich mit grundlegenden Prinzipien der Physik verträglich sind. Etwa die Hälfte dieser Operatoren bricht zudem auch die CPT-Invarianz. Dies ist unmittelbar verständlich, da eine eventuelle CPT-Symmetriebrechung im Allgemeinen zugleich auch eine Verletzung der Lorentzsymmetrie darstellen muss.
Die SME wird zu modernen experimentellen und theoretischen Untersuchungen der Lorentz- und CPT-Invarianz herangezogen.

## Motivation und historische Entwicklung
Eine der wichtigsten und zugleich schwierigsten Fragen in der heutigen physikalischen Forschung zielt auf eine quantenmechanische Beschreibung der Gravitation ab. Dazu ist es im Allgemeinen notwendig, theoretische Modelle aufzustellen, die über die etablierte Physik hinausgehen und neue Phänomene beinhalten. Beispiele solcher physikalischer Modelle sind die Stringtheorie, die Schleifenquantengravitation, supersymmetrische Modelle, nichtkommutative Feldtheorien usw. Um zwischen dieser Vielzahl von Modellen unterscheiden zu können, wäre es notwendig, ihre verschiedenen, theoretisch vorhergesagten Phänomene zu messen. Eine der Hauptschwierigkeiten in diesem Forschungsgebiet besteht nun darin, dass die meisten dieser neuen Phänomene z. Z. unmessbar klein sind.
Man würde jedoch typischerweise erwarten, dass bei einer quantenmechanischen Beschreibung der Gravitation die mikroskopische Struktur der Raumzeit gravierende Unterschiede im Vergleich zur bekannten makroskopischen Struktur aufweist. Eines der neuen Phänomene könnte beispielsweise sein, dass sich die mikroskopische und die makroskopische Raumzeitstruktur in ihrem Symmetrieaufbau unterscheidet. Tatsächlich ist in mehreren Arbeiten, die seit 1989 in Alan Kosteleckýs Arbeitsgruppe entstanden sind, gezeigt worden, dass es in gewissen Stringtheorien zu einer spontanen Brechung der Lorentz- und CPT-Symmetrie kommen kann.
In späteren Studien hat sich herausgestellt, dass es auch in den anderen oben genannten theoretischen Quantengravitationsmodellen zu einer Verletzung der Lorentzsymmetrie kommen kann. Dies ist interessant, weil das vorhergesagte Phänomen der Lorentz- und CPT-Symmetriebrechung experimentell so genau bestimmt werden kann, dass das obengenannte Messbarkeitsproblem in vielen Situationen gelöst werden kann.
Diese theoretischen Überlegungen haben zur Aufstellung des SME-Testmodells geführt. Es ist konzipiert, unter der Vielzahl von möglichen Quantengravitationseffekten nur die Lorentz- und CPT-Symmetrieverletzungen (und nur in Energiebereichen, die hinreichend klein im Vergleich zur Planck-Skala sind) zu beschreiben. Das bedeutet, dass das SME-Testmodell selbst nicht zu den Quantengravitationsmodellen zählt; es ermöglicht vielmehr die Identifikation und Interpretation von Experimenten zur Lorentz- und CPT-Invarianz. Die SME ist eine effektive Feldtheorie. Sie ist so allgemein konstruiert, dass sie praktisch alle Formen von Lorentz- und CPT-Symmetriebrechung (bei niedrigen Energien) unabhängig vom spezifischen Quantengravitationsmodell beinhaltet.
Der erste Schritt in der Aufstellung des SME-Testmodells erfolgte 1995 mit der Einführung von effektiven Wechselwirkungen, die Abweichungen von der Lorentz- und CPT-Invarianz beschreiben. Die Größe und der Typ dieser Abweichungen wurden dabei durch sogenannten SME-Koeffizienten parametrisiert, die in Experimenten gemessen oder eingegrenzt werden können. Der erste derartige Test nutzte Daten aus der Interferometrie von neutralen Mesonen, da solche Experimente besonders empfindlich für Abweichungen von der CPT-Symmetrie sind. Don Colladay und Alan Kostelecký haben dann 1997 und 1998 die minimale SME im flachen Minkowski-Raum aufgestellt. Diese Arbeiten bilden die Grundlage für phänomenologische Untersuchungen zur Lorentz- und CPT-Invarianz in physikalischen Systemen, in denen die Gravitation vernachlässigbar ist. Im Jahre 2004 wurde die minimale SME dann durch die Einbeziehung von Gravitationseffekten vervollständigt. Sidney Coleman und Sheldon Glashow haben 1999 den isotropischen Grenzfall des SME-Modells veröffentlicht. Terme höherer Ordnung sind seitdem ebenfalls untersucht worden.

## Lorentztransformationen: Beobachter- vs. Teilchentransformationen
Verletzungen der Lorentzinvarianz führen nur zu beobachtbaren Unterschieden in gleichartigen physikalischen Systemen, wenn diese durch eine sogenannte „Teilchentransformation“ miteinander in Verbindung stehen. Die Unterscheidung zwischen „Beobachter-“ und „Teilchentransformation“ ist der Schlüssel zum Verständnis der Brechung der Lorentzsymmetrie.
Beobachtertransformationen beziehen sich auf Rotationen oder Lorentzboosts von externen Beobachtern. Das betrachtete physikalische System bleibt dabei unverändert. Dies entspricht einfach einem Wechsel des Koordinatensystems. Andererseits kann man aber auch das Koordinatensystem unverändert lassen und Rotationen oder Lorentzboosts des physikalischen Systems betrachten. Man spricht dann von Teilchentransformationen. In der Speziellen Relativitätstheorie sind diese beiden Arten von Transformationen äquivalent und werden auch als „passiv“ bzw. „aktiv“ bezeichnet.
Im SME-Modell geht diese Äquivalenz verloren. Inertialsysteme sind weiterhin durch die gewöhnlichen Lorentztransformationen miteinander verbunden, so dass die Symmetrie unter Beobachtertransformationen erhalten bleibt. Dadurch wird letztendlich gesichert, dass die Physik unabhängig von der Wahl des Koordinatensystems bleibt. Dieses Prinzip ist fundamentaler als die Lorentzsymmetrie und sollte in jeder vernünftigen Theorie garantiert sein. Anders verhält es sich mit den Teilchentransformationen. Gleichartige physikalische Systeme, die sich relativ zueinander bewegen oder eine andere Orientierung im Raum aufweisen, sind im SME-Modell nicht mehr äquivalent. Es kommt im Allgemeinen zu prinzipiell messbaren Unterschieden zwischen solchen Systemen. Das resultiert daraus, dass die ausgezeichneten Raumzeitrichtungen in der SME, welche die Abweichungen von der Lorentzsymmetrie parametrisieren, sich bei einer Rotation oder bei einem Lorentzboost eines lokalen Experiments nicht mittransformieren. Sie werden in der Raumzeit als fest vorgegeben angenommen.

## Konstruktion der SME
Die Basis für die Konstruktion der SME bildet der Formalismus der effektiven Feldtheorie. Effektive Feldtheorien haben sich in den verschiedensten Teilgebieten der Physik als ein äußerst flexibles Werkzeug erwiesen. In der Festkörperphysik kann man mit solchen Feldtheorien beispielsweise nichtrelativistische Systeme – auch auf diskretem Hintergrund – erfolgreich beschreiben (zumindest bei niedrigen Energien). Das SME-Modell wird daher als feldtheoretische Lagrange-Dichte formuliert. Um die Gesamtheit des konventionellen physikalischen Wissens in die SME zu integrieren, beinhaltet das SME-Modell die Lagrange-Dichte des Standardmodells der Teilchenphysik und die der Einsteinschen Gravitationstheorie.
Um nun die Verletzung von Lorentz- und CPT-Invarianz zu beschreiben, werden keine neuen Freiheitsgrade (Teilchen) eingeführt, sondern die bestehenden modifiziert. Dies wird erreicht, indem man zusätzliche Korrekturen in die Lagrange-Dichte der SME mit den folgenden Eigenschaften einführt (siehe oben). Die Korrekturterme müssen sich als Skalar (genauer: als skalare Tensordichte) unter Beobachtertransformationen verhalten, so dass Physik unabhängig von der Wahl des Koordinatensystems bleibt. Dazu werden diese Terme aus der kovarianten Multiplikation von gewöhnlichen Feldoperatoren mit nichtdynamischen Vektoren oder Tensoren gebildet. Diese Hintergrundvektoren und -tensoren bestimmen ausgezeichnete Richtungen in der Raumzeit und verletzen dadurch die Lorentzsymmetrie und in einigen Fällen auch die CPT-Symmetrie unter Teilchentransformationen.
Die nichtdynamischen Vektoren oder Tensoren stellen die Koeffizienten dar, welche die Abweichung von der Lorentz- und CPT-Symmetrie beschreiben. Experimentelle Untersuchungen sind darauf ausgerichtet, diese Koeffizienten zu messen oder zumindest deren mögliche Größe einzuschränken. Da bislang keine Verletzungen der Lorentz- und CPT-Invarianz gemessen wurden, müssen die SME-Koeffizienten sehr klein sein. Dies wäre auch aus theoretischer Sicht zu erwarten, da Quantengravitationseffekte höchstwahrscheinlich von der äußerst kleinen Planck-Länge bestimmt werden. Einige SME-Koeffizienten könnten auch bedeutend größer sein, weil sie durch ihre bestimmten Eigenschaften trotzdem nur minimale phänomenologische Effekte liefern würden.
Eine Vielzahl von theoretischen Untersuchungen, wie z. B. Kausalität und Positivität, haben bislang keine Hinweise für eventuelle innere Widersprüche in der SME geliefert.

## Spontane Brechung der Lorentzsymmetrie
In der Quantenfeldtheorie gibt es zwei Möglichkeiten eine Symmetrie zu brechen, nämlich spontan oder explizit. Eine wichtige Erkenntnis in der Theorie der Verletzung der Lorentzsymmetrie ist, dass eine explizite Brechung im Allgemeinen zu einer Inkompatibilität zwischen den Bianchi-Identitäten und verschiedenen kovarianten Kontinuitätsgleichungen (für den Energie-Impuls-Tensor und für den Spin-Tensor) führt. Eine spontane Verletzung der Lorentzsymmetrie geht solchen Problemen prinzipiell aus dem Wege. Diese Einsicht favorisiert also dynamische Mechanismen für die Verletzung der Lorentzinvarianz.
Bei spontaner Symmetriebrechung treten typischerweise sogenannte Nambu-Goldstone-Bosonen auf. Im Falle der Lorentzsymmetrie haben theoretische Untersuchungen in verschiedenen Modellen ergeben, dass diese Nambu-Goldstone-Teilchen mit dem Photon, dem Graviton, Spin-abhängigen Wechselwirkungen oder Spin-unabhängigen Wechselwirkungen identifiziert werden können.

## Auf der SME basierende experimentelle Untersuchungen
Die SME ermöglicht die Voraussage von potentiellen phänomenologischen Indizien für Abweichungen von der Lorentz- und CPT-Symmetrie in praktisch allen zurzeit durchführbaren Experimenten. Dieses Testmodell hat sich deshalb als universelles und leistungsstarkes Werkzeug für viele Teilgebiete der Experimentalphysik etabliert.
Zum gegenwärtigen Zeitpunkt sind noch keine Verletzungen der Lorentz- oder CPT-Invarianz gemessen worden. Darum nehmen experimentelle Resultate derzeit ausschließlich die Form von oberen Grenzen für SME-Koeffizienten an. Da alle SME-Koeffizienten Komponenten von Vektoren oder Tensoren darstellen, hängt ihr numerischer Wert von der Wahl des Bezugssystems ab. Um Vergleiche zwischen verschiedenen experimentellen Resultaten zu erleichtern, werden alle Messungen normalerweise auf standardisierte Koordinaten bezogen: das Heliozentrische ruhende äquatoriale Bezugssystem. Dieses Koordinatensystem ist zweckentsprechend, da es als inertial angenommen werden kann und die Transformation ins Laborsystem überschaubar ist.
Experimentelle Studien suchen meist nach Wechselwirkungen zwischen den Eigenschaften eines physikalischen Systems (wie Impuls, Spin oder Quantisierungsachse) und den vektoriellen oder tensoriellen SME-Koeffizienten. Einer der Haupteffekte resultiert daraus, dass terrestrische Experimente durch die Rotation und die Bahnbewegung der Erde relativ zum standardisierten Inertialsystem ihre Orientierung und Geschwindigkeit ändern. Dies führt zu vorhergesagten Messwerten, die mit dem siderischen Tag und dem Jahr variieren. Da die Bewegung der Erde um die Sonne nichtrelativistisch ist, sind die Vorhersagen für die jährlichen Variationen vergleichsweise klein (Reduktionsfaktor 10−4). Als wichtigster zeitabhängiger Effekt bleibt dann die Variation mit dem siderischen Tag, die aus der Erdrotation resultiert.
Messungen von SME-Koeffizienten sind oder können in einer Vielzahl von physikalischen Systemen durchgeführt worden. Solche Messungen umfassen:
- Astrophysikalische Beobachtungen hochenergetischer Teilchen
- Doppelbrechung und Dispersion von Licht aus kosmologischen Quellen
- Eichbosonen und Higgsteilchen
- Elektromagnetische Hohlraumresonatoren
- Äquivalenzprinzip
- Experimente an Teilchenbeschleunigern
- Gravitationstests im Labor und im Weltall
- Interferometrie mit Materiewellen
- Uhrenvergleichsexperimente
- Neutrinooszillationen
- Oszillationen und Zerfall von K-, B- und D-Mesonen
- Polarisation der kosmischen Hintergrundstrahlung
- Spektroskopie von Wasserstoff und Antiwasserstoff
- Spin-polarisierte Materie
- Teilchen der zweiten und dritten Generation
- Vergleiche von Teilchen mit Antiteilchen

Die Ergebnisse aller bisher durchgeführten Messungen von SME-Koeffizienten sind in den Data Tables for Lorentz and CPT Violation aufgelistet.